# 洲崎綾のバババババーチャル
『洲崎綾のバババババーチャル』（すざきあやのバババババーチャル）は、2019年7月3日から2021年3月28日まで文化放送の超!A&G+で毎週日曜昼12時30分から配信されていたラジオ番組。ラジオパーソナリティは洲崎綾で、バーチャルYouTuber（以下、VTuber）が半月替りで番組ゲストとして出演する。番組公式のオリジナルグッズは『超A&Gショップ』で販売されている。
番組目的は「洲崎綾がバーチャルの世界を学ぶために様々なVtuberさんをお招きしてトークをしつつ、ゆくゆくは自分もバーチャルな世界に飛び込んで不老不死を手に入れる」である。また、番組内では本編に入ることを「ログイン」、エンディングを「ログアウト」と呼んでいる。
本配信は『煌星ヴィヴィのヴィヴィチャンネル』（きらぼしぶぃぶぃの ぶぃぶぃちゃんねる）として、YouTubeのupd8チャンネル（前半）と文化放送V&Rチャンネル（後半）でも公開されている。
番組公式推奨ハッシュタグは「#バババ」で、由来は「バババババーチャルが言いづらかった」ため。

## 番組概要

### 放送時間
| 放送期間                      | 放送時間          | 備考       |
| ----------------------------- | ----------------- | ---------- |
| 2019年7月3日 - 9月26日        | 木曜1:30 - 2:00   |            |
| 2019年10月5日 - 2020年3月28日 | 土曜18:30 - 19:00 | [ 注釈 1 ] |
| 2020年4月5日 -                | 日曜12:30 - 13:00 |            |

| 放送期間               | 放送時間          |
| ---------------------- | ----------------- |
| 2019年7月3日 - 9月26日 | 木曜13:30 - 14:00 |

### パーソナリティ
- 洲崎綾

### コーナー
ありがちVTuber
VTuberであれば誰もが1度は行ってしまうことや、あるあるネタを募集するコーナー。
私がVTuberになったら
洲崎綾がVTuberとなった際のビジュアル、設定、行う企画等のアイデアをリスナーから募集するコーナー。
洲崎綾のチャレンジしてみた！
VTuberが行っている企画にチャレンジするコーナー。
おすすめVTuber
おすすめVTuberをリスナーから募集するコーナー。
バーチャルの小部屋
毎回VTuberをゲストに迎え、話をするコーナー。
煌星ヴィヴィのヴィヴィチャンネル
煌星ヴィヴィが様々なゲストを迎え話をし成長するコーナー。内容はバーチャルの小部屋と同一だが、動画外見が異なる。
VTuber洲崎綾
洲崎綾がVTuberとなったことをお披露目するコーナー。

## ゲスト
出典：（ただし第55回まで）
VTuberではないゲストには「†」をつけている。
- 第0回（2019年6月22日、「A&Gサタデーライブ!スペシャル」内の特番として[9]） AZKi
- 第1 - 3回（2019年7月3日 - 7月17日） AZKi
- 第4 - 6回（2019年7月24日 - 8月7日） MonsterZ MATE（コーサカ、アンジョー）
- 第7 - 9回（2019年8月14日 - 8月28日） 夜乃ネオン
- 第10 - 12回（2019年9月4日 - 9月8日） YuNi
- 第13 - 15回（2019年9月25日 - 10月12日） かしこまり、パンディ（マネージャー）
- 第16 - 18回（2019年10月19日 - 11月2日） ふくやマスター
- 第19回（2019年11月9日） 魔王マグロナ
- 第22回（2019年11月30日） 織田信姫
- 第28回（2020年1月11日） 兎鞠まり
- 第31回（2020年2月1日） 山本希望 †
- 第32 - 34回（2020年2月8日 - 2月22日） 周防パトラ
- 第35 - 37回（2020年2月29日 - 3月14日） 懲役太郎
- 第38回（2020年3月21日） 煌星ヴィヴィ（洲崎綾）
- 第39 - 40回（2020年3月28日 - 4月5日） スゴモリ
- 第41 - 42回（2020年4月12日 - 4月19日） MonsterZ MATE（コーサカ）
- 第43 - 44回（2020年4月26日 - 5月10日） 夜乃ネオン
- 第45 - 46回（2020年5月24日 - 6月7日） ピンキーポップヘップバーン
- 第47 - 48回（2020年6月21日 - 6月28日） かしこまり、パンディ
- 第49 - 50回（2020年7月5日 - 7月12日） 春日部つくし
- 第51 - 52回（2020年7月19日 - 7月26日） ふくやマスター
- 第55回（2020年8月16日） 山本希望 †

## イベント

### 公開イベント
- 洲崎綾のバババババーチャル〜バババフェス2019わたしVTuberになります〜[10]（2019年11月23日、科学技術館サイエンスホール）

### その他のイベント
- 洲崎綾のバババババーチャル出演イベント[11]
  - 「洲崎綾のバババババーチャル」に出演できる第一回目のイベントの応募が、2020年6月15日から同年6月21日まで行われた。

### 中止となったイベント
- 洲崎綾のバババババーチャル〜バババフェス2020わたしVTuberに今度こそなります〜[12][13]（2020年3月15日、文化放送メディアプラスホール）
  - 新型コロナウイルスの感染拡大に伴い開催中止となった[14]。

## 関連商品
出典：
- 「煌星ヴィヴィ」マフラータオル
- 「煌星ヴィヴィ」オリジナルパーカー（フリーサイズ）
- 「煌星ヴィヴィ」クリアファイル
- SDキャラクター・アクリルスタンド
- 洲崎綾のバババ公式Tマフラータオル
- 洲崎綾のバババ公式Tシャツ